# خانوم خانوما
خانوم خانوما فیلمی به کارگردانی  و نویسندگی فتح الله منوچهری محصول سال ۱۳۵۱ است.

## بازیگران
- فتح الله منوچهری
- تقی مختار
- فریبا خاتمی
- سارا
- اسدالله یکتا
- محمود نوربخش